# Секст Аппулей (консул 14 года)
Секст Аппулей (лат. Sextus Appuleius) — политический деятель эпохи ранней Римской империи.
Его отцом был консул 29 года до н. э. Секст Аппулей, а матерью Квинтилия. По отцовской линии он был внуком сводной сестры императора Октавиана Августа Октавии Старшей. В 14 году Аппулей был назначен консулом вместе с Секстом Помпеем. Во время его консульства скончался Октавиан Август. Аппулей стал одним из первых должностных лиц, кто присягнул новому императору Тиберию. Возможно, он входил в состав коллегии арвальских братьев.
Супругой Аппулея была Фабия Нумантина. В их браке родился сын, последний в роду, умерший в детстве.